# Бичер-Стоу, Гарриет
Га́рриет Элизабет Би́чер-Сто́у (англ. Harriet Elizabeth Beecher Stowe; 14 июня 1811 года, Литчфилд, Коннектикут, США — 1 июля 1896 года, Хартфорд, Коннектикут, США) — американская писательница, аболиционистка, автор знаменитого романа «Хижина дяди Тома». Вместе со своей менее известной литературной и политической современницей, Гарриет Джейкобс, автором книги «Случаи из жизни рабыни», Бичер-Стоу и Джейкобс своими произведениями сформировали женское аболиционистское движение в США.

## Биография
Гарриет Бичер-Стоу родилась в июне 1811 года в Литчфилде (Коннектикут) в семье Лаймана Бичера и Роксаны Фут Бичер. Её отец, священник-конгрегационалист, был одним из наиболее популярных евангелических проповедников в США в годы, предшествующие гражданской войне. Её мать воспитывалась в прогрессивной епископальной семье, получила художественное образование и создавала портретные миниатюры на слоновой кости. В браке Лаймана и Роксаны родились восемь детей, включая Гарриет, но Роксана умерла, когда девочке было пять лет. Лайман вскоре женился вторично, и в этом браке родились ещё несколько детей (в общей сложности у Гарриет было 12 братьев и сестёр). Все сыновья Бичера пошли по стопам отца, став священнослужителями. На саму Гарриет наибольшее влияние оказала старшая сестра, Катарина Бичер, сторонница равных образовательных возможностей для женщин, в 1823 году основавшая собственную школу — Хартфордское женское училище.
В восемь лет Гарриет отдали в Литчфилдскую женскую академию — школу высокого уровня, провозглашавшую своей целью «реабилитацию женского интеллектуального равенства». Там девочка быстро проявила литературные способности, в девять лет добровольно вызвавшись предоставлять по одному сочинению каждую неделю. Когда Гарриет было 13, её сочинение было публично зачитано на ежегодной презентации достижений школы. Лайман Бичер, впечатлённый сочинением, спросил, кто его автор. Позже Бичер-Стоу вспоминала, что никогда в жизни не была более горда, чем в момент, когда отцу назвали её имя.
В 1824 году Гарриет поступила в Хартфордское женское училище, которое возглавляла её сестра Катарина, и получила полноценное образование, включавшее такие «мужские» дисциплины как латынь и этика. Она мечтала стать художницей вслед за матерью и на протяжении всей жизни работала над живописными полотнами, но достаточно быстро осознала, что главный её талант — литературный. Гарриет окончила училище в 1827 году и с 1829 по 1832 год преподавала в нём основы литературной композиции.
В 1832 году Лайман Бичер получил место директора духовной семинарии в Цинциннати (Огайо) и перевёз туда свою семью. На новом месте Катарина Бичер снова открыла школу для девочек (Западную женскую академию), в которой Гарриет продолжила преподавательскую работу. В 1833 году она опубликовала книгу «Основы географии», получившую широкую известность и удостоившуюся одобрения епископа Цинциннати за проявленную религиозную терпимость, в частности в отношении католиков. Как писательница она с интересом отнеслась к новым диалектам и жаргонам и отстаивала их использование в художественных текстах на заседаниях местного литературного общества. Создававшиеся ею в этот период очерки и рассказы часто публиковались в издании Western Monthly Magazine, а позже, в 1843 году, были выпущены в её первом авторском сборнике — «Мейфлауэр, или Очерки нравов и характеров потомков пилигримов» (англ. The Mayflower: Or, Sketches of Scenes and Characters Among the Descendants of the Pilgrims).
В 1836 году Западная женская академия Катарины Бичер была закрыта. В тот же год Гарриет вышла замуж за священника и богослова Кэлвина Эллиса Стоу, бывшего профессором в Лэйновской семинарии. Ранее Стоу был женат на подруге Гарриет Элизе, но рано овдовел. В новом браке, длившемся полвека, родились семеро детей. Муж поощрял занятия Гарриет литературой, и в семейном бюджете существенную роль играли её гонорары за статьи в New York Evangelist и рассказы, публикуемые в журнале Godey’s Lady’s Book и различных сборниках. Это было немаловажно, учитывая размеры семьи, ипохондрию мужа и собственные ограниченные способности Гарриет к ведению хозяйства.
До 1850 года семья Стоу продолжала жить в Цинциннати, практически на границе с рабовладельческим штатом Кентукки. За эти годы Гарриет неоднократно встречалась с беглыми рабами и обзавелась знаниями о жизни в южных штатах в ходе своих визитов туда и из разговоров с друзьями семьи. На её взгляды в это время также оказало воздействие самоубийство её брата Джорджа. После этого события Гарриет пережила «второе рождение», став более набожной и укрепившись в вере в Христа как мученика и Бога малых мира сего. Это в дальнейшем помогло ей пережить как бедность и семейные неурядицы, так и более глубокую личную трагедию, связанную с потерей ребёнка: в 1849 году во время эпидемии холеры умер 18-месячный сын Стоу Чарли. Как позже писала Бичер-Стоу, у его смертного одра она поняла, что испытывает мать-рабыня, у которой отбирают ребёнка.
В 1850 году Кэлвин Стоу получил место профессора в Боудин-колледже и семья перебралась в штат Мэн. В том же году Конгресс США принял Закон о беглых рабах, разрешавший их розыск и поимку в том числе в северных штатах, где не существовало узаконенного рабства. Принятие этого закона стало для Бичер-Стоу толчком к началу работы над большим произведением о судьбе рабов в южных штатах, в основу которого легли прочитанные ей аболиционистская литература и личные впечатления. Оно печаталось с продолжениями в выходившем в Вашингтоне аболиционистском журнале National Era в 1851—1852 годах, а в 1852 году вышло отдельной книгой под заголовком «Хижина дяди Тома, или Жизнь среди униженных». Число поклонников произведения оказалось столь велико, что в первый же год книга, выпущенная издательством Дж. П. Джуэтта, разошлась в США тиражом, превышающим 300 тысяч экземпляров, в том числе 10 тысяч экземпляров в первую неделю. В Великобритании в первый год был распродан миллион копий. «Хижину» также быстро перевели на многие языки, и уже в 1852 году появилась её первая сценическая адаптация (подготовленная без ведома Бичер-Стоу), за которой последовали ещё несколько.
На территории некоторых южных штатов, напротив, книга была запрещена. Апологеты рабовладения в США обвиняли Бичер-Стоу в искажении действительности и представлении исключений как общей картины рабства в южных штатах. В ответ в 1853 году она опубликовала «Ключ к хижине дяди Тома» — сборник документов и свидетельских показаний, подтверждающих верность картины, изображённой в романе.
По приглашению двух шотландских обществ противников рабства писательница предприняла турне по Британским островам, где была восторженно встречена, и собрала значительные денежные пожертвования на дело отмены рабовладения в США. Она также привезла на родину петицию об отмене рабства, подписанную более чем полумиллионом британских женщин. В 1854 году, когда Конгресс обсуждал Закон о Канзасе и Небраске, оставлявший вопрос о возможности рабства на этих территориях открытым, Бичер-Стоу опубликовала в журнале Independent «Воззвание к женщинам Свободных штатов Америки о текущем кризисе в нашей стране», направленное против этого законопроекта. После того, как закон всё же был принят, она в 1856 году опубликовала свой второй антирабовладельческий роман — «Дред: повесть о проклятом болоте». Если дядя Том из её первого романа исповедовал христианское всепрощение, то заглавным героем нового произведения стал сын Денмарка Весси — реально существовавшего вождя восстания чернокожих рабов.
«Хижина дяди Тома» и другие антирабовладельческие произведения Бичер-Стоу стали частью идейного раскола в американском обществе, в итоге вылившегося в гражданскую войну Севера и Юга. Роль писательницы в этом процессе иллюстрирует приписываемая (без документальных подтверждений) Аврааму Линкольну фраза, которую тот якобы произнёс при встрече с Бичер-Стоу в 1862 году: 

Так это вы та маленькая женщина, написавшая ту книгу, которая начала эту большую войну!Оригинальный текст (англ.)So you’re the little woman who wrote the book that made this great war.
Следующий роман Бичер-Стоу написала после гибели ещё одного своего сына, 19-летнего Генри Эллиса, утонувшего в реке Коннектикут. Роман, получивший название «Невеста священника», публиковался в 1859 году с продолжениями в Atlantic Monthly, одной из основательниц которого была сама Бичер-Стоу. Он был частично основан на событиях жизни матери Гарриет и в свободной форме осмыслял идеи кальвинизма, на которых она воспитывалась в детстве.
В годы гражданской войны, когда возрос спрос на её произведения, Бичер-Стоу опубликовала две книги. Первая, «Агнесса из Сорренто», была вдохновлена поездкой в Италию в 1859—1860 годах. Вторая, «Жемчужина острова Орра», стала вторым в серии её «новоанглийских романов», которую открыла «Невеста священника». Кроме того, Бичер-Стоу периодически публиковала статьи в журнале Independent, а в 1864 году ввела в журнале Atlantic постоянную рубрику, посвящённую ведению домашнего хозяйства. «Американская национальная биография» указывает на точное психологическое понимание настроений в обществе в конце войны со стороны Бичер-Стоу, которая писала своему издателю: «Сознание общества озабочено, беспокойно, подавлено реальностью… Дом — это то, на что нам следует обратить внимание сейчас».
После того, как Кэлвин Стоу вышел на пенсию в 1863 году, доходы Гарриет остались единственным источником средств в семье. В 1864 году они переехали в Хартфорд в Коннектикуте, где их соседом оказался Марк Твен, но зимы проводили в Мандарине (Флорида). В первые годы после переезда Гарриет продолжала вести колонку в Atlantic, некоторое время совместно с Д. Г. Митчеллом выпускала журнал Hearth and Home, писала рассказы для детей, в 1867 году выпустила поэтический сборник «Религиозные стихотворения», а на следующий год — сборник биографий «Люди нашего времени».
Рутинная работа и новые семейные проблемы (связанные с алкоголизмом сына Бичер-Стоу Фредерика, вернувшегося раненым с гражданской войны) отвлекали писательницу от работы над очередным новоанглийским романом. В итоге он вышел в 1869 году под названием «Олдтаунские старожилы». Эта книга, сочетавшая в себе картины жизни в провинции и местные легенды, была частично основана на воспоминаниях Кэлвина Стоу о жизне в Натике (Массачусетс).
В конце 1860-х годов Бичер-Стоу стала сторонницей гражданских прав женщин, завязав тесные отношения с лидерами суфражистского движения Сьюзен Энтони и Элизабет Кейди Стэнтон. Её привлекла тема двойных стандартов в отношении половой жизни женщин и мужчин. Будучи лично знакома с леди Байрон, Бичер-Стоу опубликовала в прессе памфлет, обвинявший лорда Байрона в инцестуальной связи с собственной сводной сестрой Августой Ли. Памфлет, озаглавленный «Подлинная история жизни леди Байрон», был опубликован в 1869 году в Atlantic и британском издании Macmillan’s Magazine после выхода в свет мемуаров любовницы Байрона, графини Терезы Гвиччиолии, изображавших его страдающей жертвой брака с женщиной, не обладавшей ни умом, ни чувствами, которые позволили бы ей оценить его по достоинству.
Возможно, писательница рассчитывала, что это произведение станет в истории женского сексуального рабства тем же, чем «Хижина дяди Тома» стала в истории рабовладения в США. Однако явная пристрастность писательницы, выводящей английскую аристократку чистым и непорочным существом, привела к тому, что памфлет обернулся лишь скандалом в прессе. Из-за этих событий Бичер-Стоу потеряла значительную часть английских поклонников. В ответ на критику в литературных кругах Англии и США она через полгода, в 1870 году, выпустила ещё один памфлет — «Оправдание леди Байрон» (англ. Lady Byron Vindicated), в который включила дополнительные материалы, бросая вызов сторонникам Байрона. Современные биографы Байрона в основном соглашаются, что предъявленные писателю обвинения в инцесте имели под собой реальную основу.
Явное неприятие обществом выступления Бичер-Стоу на тему полового неравенства привело к тому, что в дальнейшем писательница никогда к этой теме открыто не возвращалась. Однако в своих более поздних светских романах — «Бело-розовая тирания», «Моя жена и я» (оба — 1871), «Мы и наши соседи» (1875) — она затрагивала вопросы роли женщины в семье и реформы социальных отношений в художественной форме, более близкой к публицистике, чем к беллетристике. В 1873 году вышли также её автобиографические очерки о жизни во Флориде «Листья пальметто». В собственной семейной жизни Бичер-Стоу продолжались драмы. В 1871 году утонул в море Фредерик Стоу, а на следующий год её брат Генри, ставший проповедником, как и их отец, был обвинён в супружеской измене с одной из прихожанок.
Последним произведением, опубликованным Бичер-Стоу, стали в 1878 году «Поганакцы: их любовь и жизни» (англ. Poganuc People: Their Loves and Lives) — беллетризованные воспоминания о детских годах писательницы в Литчфилде. Она продолжала давать публичные лекции в США, а в последние годы жизни помогала своему сыну Чарльзу в работе над своей биографией, увидевшей свет в 1889 году. В это время она почти безвыездно проживала в Хартфорде, где и скончалась в июле 1896 года. Согласно некрологу, писательница умерла от давней «душевной болезни», обострение которой привело к «застою крови в мозгу» и частичному параличу.
29 декабря 1962 года дом в Брансуике (штат Мэн), где была написана «Хижина дяди Тома», был включён в список национальных исторических памятников США.

## Переводы на русский
На русском языке роман «Хижина дяди Тома» впервые вышел в 1857 году приложением к журналу «Русский вестник». Вскоре, в 1858 году, роман был издан в журнале «Современник», в период, когда изданием руководили Н. Некрасов и Н. Чернышевский. Здесь его появление совпало с кануном эпохи освобождения крестьян.